# ليديا أفيلا
ليديا أفيلا (بالإسبانية: Lidia Ávila)‏ (ولدت باسم ليديا اريكا أفيلا بلتران في 13 سبتمبر 1979 في مدينة بويبلا، المكسيك) هي مغنية وممثلة مكسيكية.
اشتهرت بعد مشاركتها في العديد من المسلسلات والأفلام خاصة المكسيكية منها، حيث نادرا ما ظهرت في أفلام أو أعمال سينمائية خارج المكسيك، أما أول أعمالها فكان سنة 1989 في عمل مسرحي حمل عنوان vaselina لتغيب بعد ذلك عن الساحة الفنية إلى أن عادت للظهور مجددا في سنة 2006 من خلال تقديم أعمال وعروض مسرحية أخرى.
ومنذ 2003-2004 وهي مستمرة في تقديم أعمالها التلفزية، خاصة المسلسلات حيث شاركت في العديد منهم ولعل أبرزها مسلسل locura de amor الذي ظهرت فيه كظهور خاص لا غير، ثم شاركت بعد ذلك في مسلسل سياندو لي إنامورو حيث جسدت شخصية ريجينا دي غامبا لكن ظهورها هذا ظل محدودا نوعا ما (ظهور خاص فقط).

## أفلامه
| الأعمال المسرحية والسينمائية | الأعمال المسرحية والسينمائية | الأعمال المسرحية والسينمائية          | الأعمال المسرحية والسينمائية | الأعمال المسرحية والسينمائية |
| العام                        | العنوان                      | الدور                                 | ملاحظات                      |                              |
| ---------------------------- | ---------------------------- | ------------------------------------- | ---------------------------- | ---------------------------- |
| 1989                         | Vaselina                     |                                       | أداء مسرحي                   |                              |
| 2006                         | سيلينا، إل الموسيقية         |                                       | أداء مسرحي                   |                              |
| 2006                         | Cuatro Labios                |                                       | فيلم                         |                              |
| 2007                         | los monólogos de la          |                                       | أداء مسرحي                   |                              |
| المسلسلات                    |                              |                                       |                              |                              |
| العام                        | العنوان                      | الدور                                 | ملاحظات                      |                              |
| 2000                         | Locura de amor               |                                       | ظهور خاص                     |                              |
| 2003-04                      | el lugar de tus sueños       | مونتسيرات غارسيا                      | راوية                        |                              |
| 2006-07                      | La Fea Más billa             | نفسها                                 | ظهور خاص                     |                              |
| 2007-08                      | Palabra de Mujer Landeta     | راوية                                 |                              |                              |
| 2010-11                      | سياندو لي إنامورو            | ريجينا دي غامبا                       | ظهور خاص                     |                              |
| 2014-15                      | سوليداد                      | سوليداد سانشيز/ سوليداد سانشيز زونيغا | بطلة الرواية الرئيسي         |                              |

## وصلات خارجية
- ليديا أفيلا على موقع IMDb (الإنجليزية)
- ليديا أفيلا على موقع ميوزك برينز (الإنجليزية)
- ليديا أفيلا على موقع قاعدة بيانات الفيلم (الإنجليزية)